# 鵜飼舎杖
鵜飼 舎杖（うかい しゃじょう、1797年（寛政9年） - 1883年（明治16年）8月21日）は、幕末から明治時代の日本の医師。近江国（現・滋賀県甲賀市）の出身。本名は実秀、通称は良輔で舎杖は雅号である。

## 経歴
寛政9年、三本柳鵜飼氏に生まれた。父は鵜飼玄達で、家は代々医業を営んでいた。若い頃から京都に遊学し、庫島松南に師事した。帰郷後は医師として活動した。舎杖が最も力を注いだのは、精神病患者の治療であったといわれる。「医は仁述なり」との信念を持ち、病気で貧しい人物がいると聞けば好んで施療した。また水口藩儒の中村栗園（中村確堂の養父）と交際を持った。明治維新に貢献した城多董を弟子に持つた、城多は経世済民に興味を持ち、学問を求め遊学を希望するが、父の賛同を得られず家業の傍らで勉学に励んだ。董は近隣の三大寺村（現甲賀市水口町三大寺）の医者鵜飼舎杖の下で学び、舎杖より水口藩校教授で尊王攘夷派の中村栗園（なかむらりつえん）を紹介され栗園の門下生となった。また、儒学者で勤皇派として知られた矢野玄道が舎杖宅に寄寓すると玄道につき国学を学んだ。舎杖宅は公卿三条実美も頻繁に来て、攘夷派の勉強の場となった。
俳諧や詩歌、書も残している。水口藩校教授で尊王攘夷派の中村栗園を紹介し門下生とした。
1883年（明治16年）8月21日に死去。